# Святой Георгий и дракон (фотография)
«Святой Георгий и дракон» (англ. St. George and the Dragon) — постановочная фотография английского писателя и фотографа Льюиса Кэрролла (Чарльза Лютвиджа Доджсона, 1832—1898) на сюжет из средневековой легенды.

## История создания
В 1872 году в Оксфорде у Кэрролла была фотостудия в мансардном помещении, оборудованная и спроектированная так, чтобы он мог фотографировать даже в ненастную погоду. Со множеством игрушек и костюмов, взятых напрокат из театра Друри Лейн (хотя некоторые костюмы писатель создавал сам, а некоторые заимствовал из музея Эшмола в Оксфорде), стеклянный павильон был раем для детей. Своих маленьких подруг, которых он использовал как фотомоделей, Кэрролл называл «child-friend» — «ребёнок-друг». Некоторые исследователи считают, что это словосочетание указывало скорее не на возраст, а на тип отношений. В викторианской Англии это выражение было распространённым и отражало иногда характер взаимоотношений между людьми разного социального статуса. Существуют и другие трактовки данного термина.
Постановочная фотография «Святой Георгий и дракон» была снята 26 июня 1875 года (встречается и датировка «около 1874 года»). Известно, что позитив фотографии входил в личный альбом писателя № 3. Идентификатор фотографии / негатива: Z-PH-LCA-III.108. Номер страницы в альбоме — 108. Подпись: «Dodgson, Charles Lutwidge». Название снимка в альбоме: «St. George & the Dragon». Техника — коллодионный процесс по альбуминовой фотобумаге.
Все сделанные Кэрроллом детские портреты, по его завещанию, были розданы семьям моделей. Фотографии Кэрролла оказались разрозненными и забытыми. В 1945 году коллекционер, историк, фотограф, Хельмут Гернсхайм увлёкся викторианской фотографией. Никакой специальной литературы по ней в то время не существовало. Один лондонский букинист предложил Гернсхайму альбом с детскими фотографиями (как он утверждал, фото были «извлечены из груды книг в подвале»), автором которых предположительно был Льюис Кэрролл. Никаких доказательств этого не существовало, но Гернсхайм в Британском музее сравнил подписи к фотографиям с известными автографами Кэрролла и убедился, что они принадлежат писателю.
Наиболее известный позитив «Святого Георгия и дракона» находится в коллекции музея Метрополитен в Нью-Йорке, США (инвентарный номер — 2005.100.21). Размер фотографии, находящейся в коллекции музея Метрополитен — 11,7×16 см. На аукционе Sotheby's 17 июня 1981 года позитив был приобретён (лот 378) для Gilman Paper Company Collection (Нью-Йорк). В 2005 году куплен у неё для музея Метрополитен. На фотографии находится в верхнем правом углу надпись «303 (это число вписано в овал) 2316». Фотография с 1985 года побывала на 12 временных выставках в музеях США, Канады, Франции. Другой позитив этой фотографии в настоящее время находится в коллекции Музея Виктории и Альберта (Южный Кенсингтон, Лондон, Великобритания). Он был передан в дар от некоей Ноэлен Грант. Инвентарный номер — E. 145—2009 (в составе Prints, Drawings & Paintings Collection). Её размер — 9,8×14 см. Также позитив данной фотографии находится в Музее Гетти (12,2×16,2 см, до приобретения музеем фотография находилась в «Коллекции Сэма Вагстаффа» (Sam Wagstaff Collection)).

## Фотомодели
Александра Рода Китчин (по прозвищу «Экси», англ. Alexandra «Xie» Rhoda Kitchin, 1864—1925) — подруга («child-friend») Льюиса Кэрролла. Александра Китчин, красивый и фотогеничный ребёнок, была для Кэрролла музой и фотомоделью с 1868 года. Кэрролл фотографировал её чаще, чем любую другую из своих моделей, иногда она была одета при этом в экзотический костюм. На фотографии «Святой Георгий и дракон» она играет принцессу, одета в белую ночную рубашку, на голове у неё бумажная корона. Александра Китчин была дочерью преподобного Джорджа Уильяма Китчина (1827—1912), который был коллегой Кэрролла в Соборе Христа в Оксфорде, впоследствии — деканом собора в Уинчестере, а позже — в Дареме. Её крёстная мать — Александра Датская, будущая королева-консорт Великобритании и Ирландии, которая была подругой детства её матери. В 1890 году Александра вышла замуж за Артура Кардью, государственного служащего и музыканта-любителя. У них было шесть детей. В отличие от Алисы Лидделл, Изы Боумен и других подруг Кэрролла, «Xie» никогда не публиковала воспоминания о нём.
На фото также запечатлены её три младших брата:
- Джордж Герберт (1870—1951), играющий роль мёртвого воина, отсутствующую в средневековой легенде. Он стал впоследствии плодовитым провинциальным архитектором, работал в Гэмпшире, также он был ботаником и садовым мастером[13];
- Хью Бридж (1867—1945), исполняющий роль дракона, накрывшись шкурой леопарда (родился в 1867 году)[8];
- Брук Тейлор (1869—1940), который исполняет на фотографии роль Святого Георгия[8]. Он, как и старший брат, стал архитектором. Также у Александры была младшая сестра Дороти Мод Мэри, отсутствующая на фотографии[11].

Доджсон снимал Александру Китчин с 4 до 16 лет, сделав фотографии более 50 раз. Часто они называются специалистами «Экси»-фотографии. Существует легенда, что Кэрролл однажды задал вопрос: «Как достичь совершенства в области фотографии?», а затем сам же дал на него ответ: «Поставить „Экси“ перед объективом». Действительно, в письме от 16 июня 1880 года писатель ведёт подобный диалог сам с собой.
- Льюис Кэрролл. Святой Георгий (Брук Тейлор Китчин), около 1874
- Льюис Кэрролл. Александра Рода Китчин с ведёрком и лопатой, около 1873
- Льюис Кэрролл. Александра Рода Китчин, около 1873
- Льюис Кэрролл. Александра Рода Китчин, 1873
- Льюис Кэрролл. Джордж Герберт Китчин, 1873
- Льюис Кэрролл. Ахилл в своей палатке (Брук Тейлор Китчин), 26 июня 1875

## Сюжет фотографии
Легенда о Святом Георгии и драконе получила известность в Западной Европе в составе «Золотой легенды» (англ. «Legenda Aurea») — сочинения Иакова Ворагинского: собрание христианских легенд и занимательных житий святых, написанное около 1260 года. Была одной из самых любимых книг Средневековья; в XIV—XVI веках стояла на втором месте по популярности после Библии. Сюжет легенды:

В городе Силене в области Ливия жил дракон, державший в ужасе жителей. Они жертвовали ему ежегодно овцу и человека. Жребий пал на дочь царя. Отец одел её в царские одежды, и она направилась к озеру, где жил дракон. Святой Георгий, случайно проезжавший той дорогой, увидел плачущую деву и спросил её, что случилось. Дева сказала: «Добрый юноша, быстрее садись на коня и беги, иначе ты погибнешь так же, как и я». Георгий ободрил её: «Не бойся, дитя, но скажи мне, чего ты ожидаешь здесь и на что собрался смотреть весь народ?». Она сказала: «Вижу, добрый юноша, ты великодушен, но неужели ты хочешь умереть со мной? Скачи скорее прочь!». Георгий ответил: «Я не уйду отсюда, пока ты не откроешь мне, что происходит». Когда же она объяснила ему всё, Георгий воскликнул: «Не бойся, дитя, я помогу тебе во имя Христа!». Дева промолвила: «Добрый рыцарь, поспеши, спасайся, дабы не умереть вместе со мной! Достаточно того, что погибну я одна — но если ты не сможешь освободить меня, погибнем мы оба». Пока она говорила, дракон поднял голову из озера. Тогда, затрепетав от ужаса, дева воскликнула: «Беги, добрый господин, беги скорее!». Георгий вскочил на коня и, осенив себя крестным знамением, дерзко бросился вперёд навстречу наступавшему дракону. Грозно потрясая копьём и препоручив себя Богу, воин нанёс дракону тяжёлую рану и поверг его наземь, а затем сказал деве: «Немедля набрось свой пояс на шею дракона!». Дева исполнила всё, как велел Георгий, и дракон последовал за ней, словно ручной пёс.

Легенда нашла своё отражение в текстах церковных служб, где она сохранялась до реформы, проведённой папой Климентом VII (XVI век), когда часть молитв, в которых упоминалась битва Святого Георгия с драконом, была удалена из требников и прочих церковных книг, а в его биографии акцент стал делаться не на борьбе с мифическим чудовищем, а на его мученичестве за веру.

## Особенности фотографии
На творчество Кэрролла оказал влияние модный в викторианской Англии пикториализм. Писатель был хорошо знаком и состоял в переписке с его самыми видными представителями — Оскаром Густавом Рейландером, Клементиной Гаварден, Генри Пичем Робинсоном.
Современный искусствовед отмечает:

Его натурщики часто выдают себя за экзотические персонажи или разыгрывают мифические сценки… постановочный характер и края фонов часто видны, а дети подчёркнуто спокойны, имеют выразительные, откровенные лица. Фотография братьев и сестры Китчин, детей одного из коллег Доджсона, разыгрывающих историю «Святого Георгия и дракона», открыто демонстрирует приёмы фотосъёмки, подчёркивает театральный характер сценки. Несколько реквизитов и аксессуаров достаточны, чтобы создать целый альтернативный мир. Ещё одна фотография, сделанная в тот же день, показывает Брука Китчина, который играл Святого Георгия, стоящим угрюмо в углу в его костюме и поддельных усах. Доджсон позже назвал это фото «Ахилл в своей палатке», подчёркивая героический масштаб роли мальчика и его угрюмое настроение.
— Andrea DenHoed. Lewis Carroll's Portraiture
Сохранилась также фотография Брука Тейлора Китчина в роли Святого Георгия, относящаяся к этому же времени. Размер её — 16,4×10,7 см. Она находится в коллекции Центра Гарри Рэнсома при Техасском университете в Остине.
Современные искусствоведы видят в детских фотографиях Кэрролла образ ребёнка как «идеального существа, незнакомого с тревогами и несовершенством взрослого мира, носителя утраченных взрослыми идеалов». Отмечается также, что меч (а не копьё, как обычно на подобных изображениях) Святого Георгия направлен по непонятной причине на девочку, а не на «дракона». Фотограф изображает детей в роли взрослых, создавая, казалось бы, невинную сценку, но современный человек находит в фотографии двойные смыслы.

## Фотография в современной культуре
Серию австралийского фотографа греческого происхождения Поликсени Папапетру «Dreamchild» (2003) составляют фотографические ремейки известных фотографий Льюиса Кэрролла. Среди них — фотография дочери Папапетру Олимпии, исполняющей роль Святого Георгия на фотографии «Святой Георгий»; она цветная, а не чёрно-белая, как у Кэрролла.